# مضادات الأندروجين الستيرويدية
مضادات الأندروجين الستيرويدية (إس إيه إيه) هي مركبات مضادة للأندروجين ذات بنية كيميائية ستيرويدية. تكون عادةً مناهضة لمستقبلات الأندروجين (إيه آر)، وتعمل عن طريق حجب تأثيرات المركبات الأندروجينية مثل التستوستيرون و الديهدروتستوستيرون (دي إتش تي)، وعن طريق كبح إنتاج الأندروجين من الغدد التناسلية. تُخفّض مضادات الأندروجين الستيرويدية تراكيز هرمون التستوستيرون من خلال محاكاة تثبيط التغذية الراجعة السلبية للوطاء. تستخدم مضادات الأندروجين الستيرويدية في علاج الأمراض المعتمدة على الأندروجين لدى الرجال والنساء، وتستخدم أيضًا في الطب البيطري لنفس الغرض. هذه المركبات عكس مضادات الأندروجين غير الستيرويدية (إن إس إيه إيه إس)، التي هي عبارة عن مركبات مضادة للأندروجين ولكنها ليست ستيرويدات، ولا علاقة لها بنيوياً بالتستوستيرون.

## الاستخدامات الطبية
تستخدم مضادات الأندروجين الستيرويدية في الطب السريري للحالات التالية:
- سرطان البروستات عند الرجال.
- ضخم البروستات الحميد عند الرجال.
- أمراض الجلد والشعر المعتمدة على الأندروجين مثل حب الشباب، والشعرانية، والتهاب الجلد الدهني، والثعلبة ذكورية الشكل (الثعلبة الأندروجينية) عند النساء.[5]
- فرط الأندروجين، مثل حالة متلازمة المبيض متعدد الكيسات، أو فرط تنسج الكظرية الخلقي، عند النساء.
- أحد عناصر العلاج الهرموني للنساء المتحولات جنسيًا.[6][7]
- البلوغ المبكر عند الأولاد الذكور.
- فرط النشاط الجنسي والبارافيليا عند الرجال ومرتكبي الجرائم الجنسية.
- القساح عند الرجال.

## الخصائص الدوائية
على عكس مضادات الأندروجين اللاستيرويدية، تُظهر معظم مضادات الأندروجين الستيرويدية نشاطً هرمونيًا خارج الهدف، مثل ظهور نشاط بروجستيني، أو قشراني سكري، أو نشاط مضاد للقشرانيات المعدنية، ولها تأثيرات مضادة لموجهات الغدد التناسلية، وهي ناهضات جزئية ضعيفة لمستقبلات الأندروجين مع بعض القدرة على تنشيط المستقبل. نظرًا لتأثيراتها المضادة لموجهات الغدد التناسلية، تخفّض مضادات الأندروجين الستيرويدية من مستويات الأندروجين بالإضافة إلى الحجب المباشر لتأثيرات الأندروجين على مستقبلات الأندروجين؛ وهي قادرة عند إعطائها بجرعات عالية بما فيه الكفاية، على تخفيض مستويات هرمون التستوستيرون الجائل في الدوران الدموي بنسبة تصل إلى 70 إلى 80٪ لدى الرجال، إلى ما قبل مستوى الإخصاء تمامًا. ومع ذلك، نظرًا لآثارها الهرمونية الأخرى، وكبح مستويات هرمون الاستروجين إضافةً إلى مستويات هرمون التستوستيرون، وتفعيل مستقبل الأندروجين، فقد ازدادت الآثار الجانبية لمضادات الأندروجين الستيرويدية، وأظهرت فعالية أقل في علاج سرطان البروستات مقارنة بمضادات الأندروجين اللاستيرويدية.

## قائمة مضادات الأندروجين الستيرويدية

### المُسّوقة

#### المُستخدمة كمضادات للأندروجين تحديدًا (الرئيسية)
- أسيتات السيبروتيرون (أندروكور): مناهض مركب لمستقبلات الأندروجين ومركب بروجستوجيني/ومضاد لموجهات الغدد التناسلية. ويملك فعالية قشرانية سكرية ضعيفة. استُخدم سابقًا على نطاق واسع في علاج سرطان البروستات، ولكن استُبدل بعد ذلك بمضادات الأندروجين اللاستيرويدية. استُخدم أيضًا في الأمراض المعتمدة على الأندروجين عند النساء وعند المتحولات جنسيًا، وفي البلوغ المبكر عند الأولاد الذكور، وكوسيلة للإخصاء الكيميائي في حالات البارفيليا عند الرجال. يستخدم على نطاق واسع ضمن موانع الحمل الفموية أيضًا (مع الإيثنيل استراديول تحت الاسمين التجاريين ديان و ديان-35). وهو غير متوفر في الولايات المتحدة. ينفرد عن معظم مركبات إس إيه إيه إس، بكونه ذو خطورة عالية في التسبب بتغيرات في الكبد وتسمم الكبد. يتسبب أيضًا بنسبة مرتفعة من الآثار الجانبية النفسية مثل الاكتئاب والقلق والتعب.
- سبيرونولاكتون (ألداكتون): مضاد قشراني معدني (مناهض لمستقبلات الألدوستيرون) مع نشاط إضافي /عرضي كمضاد للأندروجين. يعمل على وجه التحديد كمناهض لمستقبل الأندروجين، ومضاد ضعيف لموجهات الغدد التناسلية، ومثبط ضعيف لتصنيع الستيرويدات. يستخدم في الحالات المعتمدة على الأندروجين لدى النساء والنساء المتحولات جنسياً، لا سيما في الولايات المتحدة حيث لا يتوفر أسيتات السيبروتيرون. دُرس استخدامه في علاج تضخم البروستات الحميد ولكن وُجد أنه غير فعال. مضاد استطباب في سرطان البروستات بسبب ضعف نشاطه الأندروجيني وتحفيزه لنموّ الورم. يستخدم بشكل شائع كمدر للبول وخافض للضغط في الأمراض القلبية والوعائية. يترافق استخدامه عادة ً مع حدوث التثدي (تضخم الثدي)، واضطرابات في الدورة الشهرية.

#### المُستخدمة كمضادات للأندروجين تحديدًا (ثانوية)
- أسيتات الكلورمادينون (بروستال): مناهض مُركب لمستقبل الأندروجين ومركب بروجستوجيني/ومضاد لموجهات الغدد التناسلية. أيضا لديه نشاط قشراني سكري ضعيف. يستخدم على نطاق واسع في علاج سرطان البروستات في اليابان، ولكن قلّما يُستخدم لهذا الغرض في أماكن أخرى. استُعيض عنه بشكل كبير بمضادات الأندروجين اللاستيرويدية. استخدامه الأساسي في جميع أنحاء العالم ضمن حبوب منع الحمل (مع الإيثينيل إستراديول تحت الأسماء التجارية بيلارأو بيلارينا). غير متوفر في الولايات المتحدة.[11]
- جيستونورون كابروات (ديبوستات، بريموستات): مركب بروجستوجيني نقي/ مضاد لموجهات الغدد التناسلية بدون أي أثرمناهض مباشر لمستقبلات الأندروجين، أو أي نشاط هرموني آخر. يُحقن في العضل. يستخدم في علاج تضخم البروستات الحميد في بعض البلدان مثل المملكة المتحدة. غير متوفر في الولايات المتحدة.
- هيدروكسي بروجستيرون كابرويت (برولوتون، برولوتن ديبوت): مركب بروجستوجيني نقي/ ومضاد لموجهات الغدد التناسلية بدون أي مناهضة مباشرة لمستقبلات الأندروجين أو أي نشاط هرموني آخر. يُحقن في العضل. دُرس استخدامه في علاج تضخم البروستات الحميد وأظهر بعض الفعالية وإن كانت هامشيةً فقط. يرتبط بقصور الغدد التناسلية ويسبب العنانة لدى ثلثي الرجال. يُستخدم كثيرًا عند النساء في أمراض النساء والتوليد.
- ميدروجستون (كولبرون): مركب بروجستوجيني/ مضاد لموجهات الغدد التناسلية مع نشاط إضافي كمناهض لمستقبلات الأندروجين ومثبط لتصنيع الستيرويدات. لديه أيضًا نشاط قشراني سكري ضعيف. استُخدم سابقًا في علاج تضخم البروستات الحميد لدى الرجال. أكثر استخداماته شيوعًا علاج الاضطرابات النسائية والعلاج الهرموني البديل في سن اليأس. وهو مركب بروجستيني قديم توقف استخدامه في الغالب ونادرًا ما يستخدم الآن.
- ميدروكسي بروجسترون أسيتات (ديبو- بروفيرا): مركب بروجستوجيني/مضاد لموجهات الغدد التناسلية بدون أي أثر مناهض مباشر لمستقبلات الأندروجين. له أيضًا نشاط أندروجيني وقشراني سكري ضعيف، ويعمل كمثبط لتصنيع الستيرويد بجرعات عالية جدًا. يُحقن عضليًا. يُستخدم كوسيلة للإخصاء الكيميائي والبارفيليا لدى الرجال، لا سيما في الولايات المتحدة حيث لا يتوفر أسيتات السيبروتيرون. درس استخدامه في علاج سرطان البروستات ولكنه لم يستخدم على نطاق واسع. كما استُخدم لمنع البلوغ المبكر. أشيع استخداماته، استخدامه كمانع حمل طويل الأمد يعطى عن طريق الحقن عند النساء.
- ميغيسترول أسيتات (ميغاس): ناهض جزئي مركب لمستقبلات الأندروجين و مركب بروجستوجيني/مضاد لموجهات الغدد التناسلية. لديه أيضًا نشاط أندروجيني وقشري سكري ضعيف. درس استخدامه في علاج سرطان البروستات لكنه أظهر فعالية ضعيفة. يستخدم في الغالب كمشهّي في متلازمة الهزال.[12]
- أوكسيندولون (بروستينين، روكسينون): مناهض مركب لمستقبلات الأندروجين ومركب بروجستوجيني/مضاد لموجهات الغدد التناسلية. يُسوق في اليابان فقط لعلاج تضخم البروستات الحميد. يثير هذا المركب الجدل بسبب فعاليته المنخفضة التي لوحظت في الدراسات السريرية.

#### المُستخدمة كمضادات للأندروجين في الطب البيطري
- أسيتات الديلمادينون (تارداك): مُناهض مركب لمستقبلات الأندروجين ومركب بروجستيوجيني/ومضاد لموجهات الغدد التناسلية. أيضا لديه نشاط قشراني سكري ضعيف. يستخدم في الطب البيطري فقط. سُّوق في أوروبا وأوقيانوسيا لعلاج الأمراض المعتمدة على الأندروجين مثل تضخم البروستات الحميد عند الكلاب.
- أسيتات الأوساتيرون (لايبوسن): مناهض مركب لمستقبلات الأندروجين و مركب بروجستوجيني/مضاد لموجهات الغدد التناسلية. يستخدم في الطب البيطري فقط. سُّوق في أوروبا لعلاج تضخم البروستات الحميد في الكلاب بشكل محدد. ارتبط بحدوث ارتفاع ناقلات الأمين في الكبد بشكل عابر.